# Dodonaea viscosa
Dodonaea viscosa és una espècie d'arbust o petit arbre de la família Sapindaceae, que és originari de les regions tropicals, subtropicals i temperades d'Àfrica, Amèrica, sud d'Àsia i Australàsia.
A partir de 2010 es va plantar als carrers, al principi al carrer Mèxic, de Barcelona.

## Descripció
D. viscosa arriba a fer 3 metres d'alçada, o rarament fins a 9 m. Les fulles són simples i el·líptiques de 4 a 7,5 cm de llarg i 1,5 cm d'ample, es disposen de forma alternada, i secreten una resina. Les flors són de grogues a color taronja-vermell i és fan en panícules de 2,5 cm. El fruit és una càpsula d'1,5 cm amb dues ales.

## Usos
La fusta és molt duradora i els Maori de Nova Zelanda en fan bastons i altres estris. El cultivar 'Purpurea', de fullatge porpra es fa servir en jardineria. 

## Subespècies
N'hi ha diverses:
- D. viscosa subsp. angustifolia (L.f.) J.G.West
- D. viscosa subsp. angustissima (DC.) J.G.West
- D. viscosa subsp. burmanniana (DC.) J.G.West
- D. viscosa subsp. cuneata (Sm.) J.G.West
- D. viscosa subsp. mucronata J.G.West
- D. viscosa subsp. spatulata (Sm.) J.G.West
- D. viscosa (L.) Jacq. subsp. viscosa

## Galeria

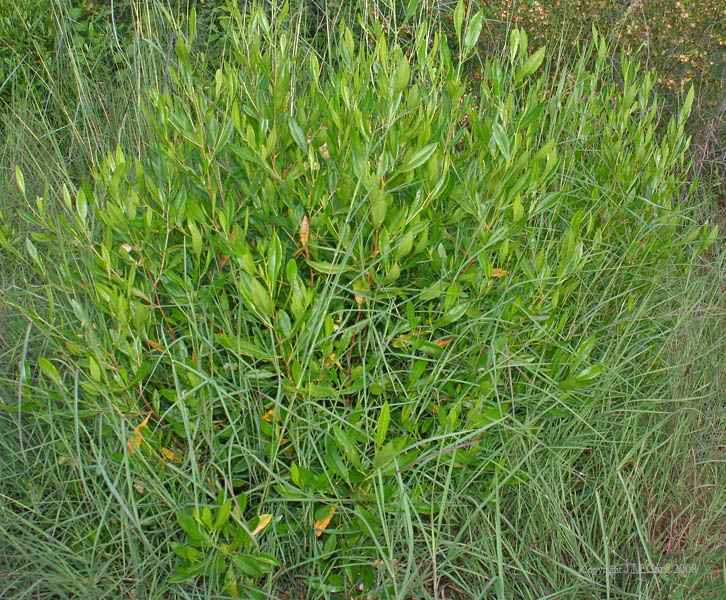
Vista de la planta
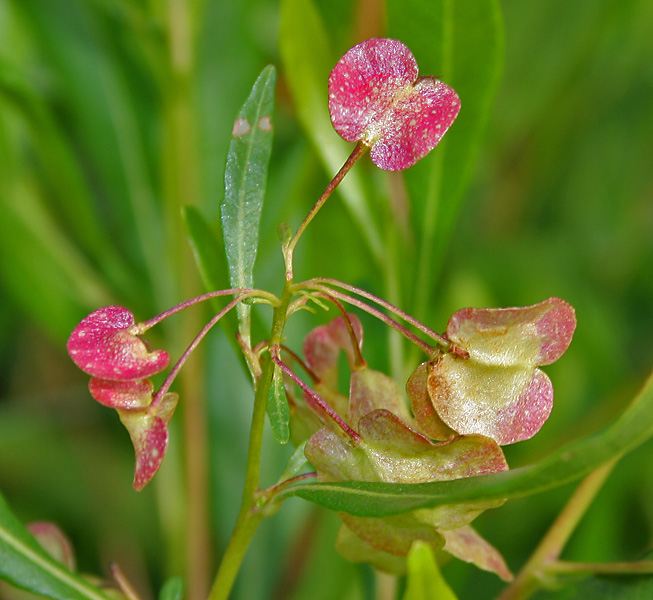
Fruits immadurs
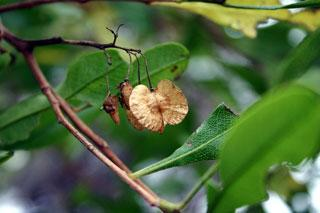
Fruit madur
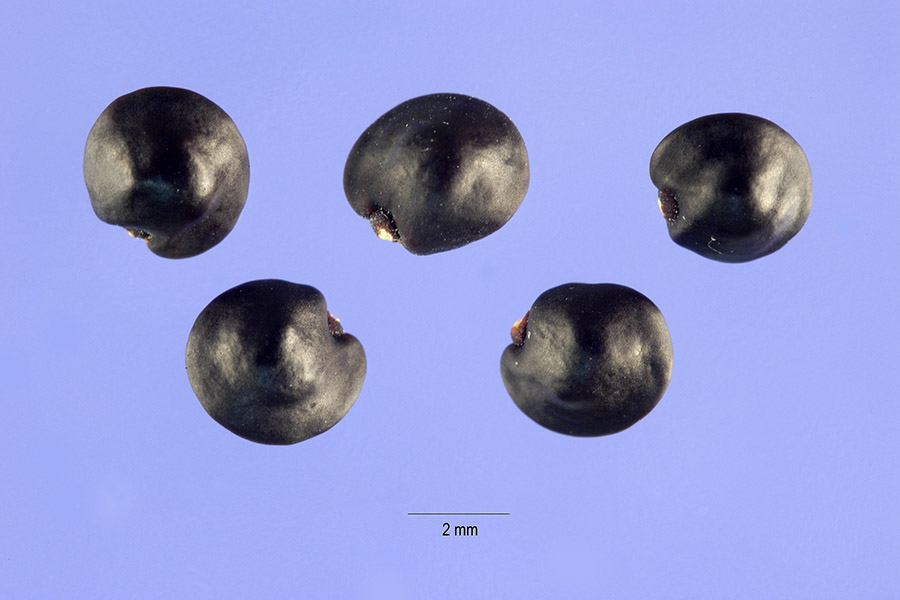
Llavors